# Алексеев, Николай Александрович (строитель)
Николай Александрович Алексеев (1924—2009) — советский заместитель министра сельского строительства РСФСР. Заслуженный строитель РСФСР (1974). Герой Социалистического Труда (1971).

## Биография
Родился 17 ноября 1924 года в посёлке Топки на территории современной Кемеровской области.
С 1942 года призван в ряды РККА, прошёл краткосрочные курсы при артиллерийском училище и участвовал Великой Отечественной войне.
С 1945 года демобилизовавшись из Советской армии — работал бухгалтером, плановиком и комсомольским организатором в паровозном депо станции Топки.
С 1951 года Н. А. Алексеев работал на инженерных и руководящих должностях в тресте «Запсибхлебстрой».
С 1960 года после окончания факультета промышленного и гражданского строительства Всесоюзного заочного политехнического института был назначен заместителем начальника управления «Омскцелинстрой» в городе Омске, а позднее — главным инженером и начальником управления «Омскцелинстрой».
Н. А. Алексеев внёс большой вклад в индустриализацию сельского строительства. Под его руководством и при непосредственном участии разработаны и внедрены на сельских стройках Омской области стеновые панели, что позволило значительно сократить сроки строительства жилых домов и животноводческих помещений и повысить производительность труда и снизить транспортные расходы. Н. А. Алексеев был постоянным участником ВДНХ СССР.
11 августа 1966 года Указом Президиума Верховного Совета СССР «за трудовые достижения» Николай Александрович Алексеев был награждён Орденом Трудового Красного Знамени.
7 мая 1971 года Указом Президиума Верховного Совета СССР «за выдающиеся производственные успехи в выполнении заданий пятилетнего плана» Николай Александрович Алексеев была удостоена звания Героя Социалистического Труда с вручением Ордена Ленина и золотой медали «Серп и Молот».
В 1974 году Указом Президиума Верховного Совета СССР, Н. А. Алексеев был удостоен почётного звания — Заслуженный строитель РСФСР.
С 1975 по 1985 годы — заместитель министра сельского строительства РСФСР.
После выхода на пенсию жил в Москве. Умер 23 июня 2009 года, похоронен на Троекуровском кладбище.

## Награды
- Медаль «Серп и Молот» (7.05.1971)
- Орден Ленина (7.05.1971)
- Орден Отечественной войны II степени (11.03.1985)
- Орден Трудового Красного Знамени (11.08.1966)
- Медаль «За трудовое отличие» (11.01.1957))
- Золотая медаль ВДНХ

### Звания
- Заслуженный строитель РСФСР (1974)